# Noszowice
Noszowice (cz. Nošovice, niem. Noschowitz) — wieś gminna na Śląsku Cieszyńskim w Czechach, w kraju morawsko-śląskim (powiat Frydek-Mistek).

## Nazwa
Nazwa miejscowości jest patronimiczna, jednak jej pierwotny zapis, Potmienossowicze (1584) — Podmienoszowice (?), jest niejasnego pochodzenia. Od XVII wieku występuje już jedynie w formie skróconej, Noszowice.

## Geografia
Miejscowość położona jest u podnóży Beskidu Morawsko-Śląskiego, na Pogórzu Morawsko-Śląskim, na prawym brzegu Morawki, której koryto chronione jest tu jako Narodowy pomnik przyrody Skalická Morávka. Leży 7 km na południowy wschód od Frydka-Mistka.

## Historia
Pierwsza pisemna wzmianka pochodzi z 1584, z dokumentu wystawionego podczas sprzedaży frydeckiego państwa stanowego przez biskupa ołomunieckiego Stanisława Pawłowskiego Bartłomiejowi z Wierzbna. Urbarz dóbr księstwa cieszyńskiego z 1636 r. notował, że w Noszowicach działały 3 młyny i folusz. W XVIII w. na terenie wsi wydobywano darniową rudę żelaza dla hut w Baszce i Morawce. Pozyskiwany przy okazji minerał, wiwianit, znajdował szerokie zastosowanie do wyrobu niebieskiej farby, stosowanej do malowania domów.
Od 1970 r. działa we wsi Browar Radegast (czes. Pivovar Radegast a.s.), produkujący piwo Radegast. Po uruchomieniu zajął trzecie miejsce w Republice Czeskiej pod względem wielkości produkcji. Znajduje się tam również jedna z największych w Czechach fabryk motoryzacyjnych – kompleks produkcyjny koreańskiego koncernu Hyundai, w którym produkowane są modele Hyundai i30, Hyundai Tucson i Hyundai ix20.